# Паррия
Паррия (лат. Parrya) — род травянистых растений семейства Капустные (Brassicaceae).
Род назван в честь английского исследователя Арктики Вильяма Эдварда Парри.

## Ботаническое описание
Многолетние травянистые растения. Листья цельные или перисто-раздельные. Цветочная стрелка часто безлистная.
Чашелистики отстоящие, боковые при основании часто мешковидные. Лепестки крупные, с длинным ноготком, пурпурные или белые. Нити тычинок свободные, без зубцов. Вокруг основания коротких тычинок по одной кольцевидной, открытой наружу медовой желёзке. Завязь сидячая. Столбик короткий. Рыльце двулопастное. Плод — продолговатый или линейный, сплюснутый со спинки стручок; створки плоские, с ясной срединной жилкой, сетчато-жилковатые. Семена двурядные или однорядные, плоские, крылатые или бескрылые. Семядоли плоские; зародыш краекорешковый.

## Виды
Род включает 40 видов:
- Parrya alba Nikitina
- Parrya albida Popov — Паррия беловатая
- Parrya arctica R.Br. typus — Паррия арктическая
- Parrya asperrima (B.Fedtsch.) Popov — Паррия шершавая
- Parrya australis Pavlov
- Parrya darvazica Botsch. & Vved.
- Parrya fruticulosa Regel & Schmalh. — Паррия кустарничковая
- Parrya glabra (Royle) D.A.German & Al-Shehbaz
- Parrya gracillima (Popov ex Botsch. & Vved.) D.A.German & Al-Shehbaz
- Parrya hispida (Regel) D.A.German & Al-Shehbaz
- Parrya junussovii D.A.German & Al-Shehbaz
- Parrya khorasanica (Rech.f. & Aellen) D.A.German
- Parrya kuramensis Botsch.
- Parrya lancifolia Popov
- Parrya maidantalica Popov & P.A.Baranov
- Parrya minjanensis Rech.f.
- Parrya mollissima (Lipsky) D.A.German & Al-Shehbaz
- Parrya nauruaq Al-Shehbaz, J.R.Grant, R.Lipkin, D.F.Murray & C.L.Parker
- Parrya nudicaulis (L.) Regel — Паррия голостебельная
- Parrya nuratensis Botsch. & Vved.
- Parrya olgae (Regel & Schmalh.) D.A.German & Al-Shehbaz
- Parrya papillosa (Vassilcz.) D.A.German & Al-Shehbaz
- Parrya pavlovii A.N.Vassiljeva
- Parrya pazijae (Pachom.) D.A.German & Al-Shehbaz
- Parrya pinnatifida Kar. & Kir. — Паррия перистая
- Parrya pjataevae (Pachom.) D.A.German & Al-Shehbaz
- Parrya podlechii (F.Dvorák) D.A.German & Al-Shehbaz
- Parrya popovii Botsch.
- Parrya pulvinata Popov — Паррия подушковая
- Parrya runcinata (Regel & Schmalh.) N.Busch — Паррия струговидная
- Parrya rydbergii Botsch.
- Parrya sarawschanica (Regel & Schmalh.) D.A.German & Al-Shehbaz
- Parrya saurica (Pachom.) D.A.German & Al-Shehbaz
- Parrya saxifraga Botsch. & Vved.
- Parrya schugnana Lipsch. — Паррия шугнанская
- Parrya stenocarpa Kar. & Kir. — Паррия узкоплодная
- Parrya subsiliquosa Popov — Паррия стручковатая
- Parrya tschimganica (Popov ex Botsch. & Vved.) D.A.German & Al-Shehbaz
- Parrya turkestanica (Korsh.) N.Busch — Паррия туркестанская
- Parrya vvedenskyi (Pachom.) D.A.German & Al-Shehbaz